# Lonchophylla handleyi
Lonchophylla handleyi (Hill, 1980) è un pipistrello della famiglia dei Fillostomidi diffuso nell'America meridionale.

## Descrizione

### Dimensioni
Pipistrello di piccole dimensioni, con la lunghezza della testa e del corpo tra 66 e 83 mm, la lunghezza dell'avambraccio tra 44 e 48 mm, la lunghezza della coda tra 5 e 6 mm, la lunghezza del piede tra 10 e 14 mm, la lunghezza delle orecchie tra 17 e 18 mm e un peso fino a 21 g.

### Aspetto
La pelliccia è corta. Le parti dorsali variano dall'arancione chiaro al bruno cannella chiaro con la base dei peli più chiara, mentre le parti ventrali sono più chiare. Il muso è lungo, con il labbro inferiore attraversato da un profondo solco longitudinale contornato da due cuscinetti carnosi e che si estende ben oltre quello superiore. La foglia nasale è lanceolata, ben sviluppata e con la porzione anteriore saldata al labbro superiore. Le orecchie sono corte, triangolari con l'estremità arrotondata e ben separate tra loro. Le ali sono attaccate posteriormente sulle caviglie. La coda è corta e fuoriesce con l'estremità dalla superficie dorsale dell'uropatagio. Il calcar è più corto del piede.

## Biologia

### Comportamento
Si rifugia in piccoli gruppi nelle grotte.

### Alimentazione
Si nutre di nettare, insetti e probabilmente di frutta e polline.

## Distribuzione e habitat
Questa specie è diffusa nell'Ecuador orientale e nel Perù nord-orientale.
Vive foreste umide tropicali primarie, secondarie e piantagioni di banane. 

## Conservazione
La IUCN Red List, considerato il vasto areale e la popolazione presumibilmente numerosa, classifica L.handleyi come specie a rischio minimo (Least Concern)).